# Dudița
El Dudița es un afluente del río Cigher en Rumania. Desemboca en el Cigher cerca de Chier. Su longitud es de 19 km y el tamaño de su cuenca es de 65 km².